# Symploce jariverensis
Symploce jariverensis är en kackerlacksart som beskrevs av Roth, L. M. 1986. Symploce jariverensis ingår i släktet Symploce och familjen småkackerlackor.
Artens utbredningsområde är Kamerun. Inga underarter finns listade i Catalogue of Life.